# 8 Brygada Strzelców (APW)
8 Brygada Strzelców (8 BS) – brygada piechoty Polskich Sił Zbrojnych.

## Formowanie i zmiany organizacyjne
Brygada wchodziła w skład 7 Dywizji Piechoty, później 7 Dywizji Zapasowej. Utworzona 8 grudnia 1942 roku, głównie na bazie 22 pułku piechoty. Od grudnia 1942 do marca 1943 roku w skład brygady wchodziły: 19, 20 i 21 bataliony strzelców,  Od reorganizacji 7 Dywizji Piechoty w marcu 1943 roku z części dawnego stanu osobowego 8 Brygady Strzelców oraz z kadry Szkoły Podchorążych Rezerwy Piechoty przy 7 DP utworzono 24 batalion piechoty.  Dowództwo 8 Brygady Strzelców od marca 1943 roku istniało pod nazwą; Kadra 8 Brygady Strzelców/Piechoty w składzie: kadra dowództwa brygady i pluton sztabowy, ponadto kadra trzech batalionów strzelców (19, 20, 21).  Na mocy wytycznych organizacyjnych Naczelnego Wodza z 25 listopada 1943 roku, Kadrę 8 Brygady Strzelców przekształcono w Ośrodek Zapasowy Armii, który pozostał w II rzucie Armii Polskiej na Wschodzie.

## Dowódca brygady
- dowódca brygady – ppłk Stanisław Krajewski
- kwatermistrz – kpt. Władysław Polnik[4]
- dowódca 19 batalionu strzelców – ppłk Stanisław Franciszek Janusz (jednocześnie zastępca dowódcy brygady)[4]
- zastępca dowódcy 20 batalionu strzelców – mjr Bronisław Kostowski[4]

## Skład organizacyjny
- Dowództwo 8 Brygady Strzelców z plutonem sztabowym[5]
- Kadra 19 batalion strzelców
- Kadra 20 batalionu strzelców
- Kadra 21 batalionu strzelców[b].